# Bánh mì Việt Nam
Bánh mì là một loại baguette của Việt Nam với lớp vỏ ngoài giòn tan, ruột mềm, còn bên trong là phần nhân. Tùy theo văn hóa vùng miền hoặc sở thích cá nhân mà người ta có thể lựa chọn nhiều loại đồ ăn kèm khác nhau, ngoài ra tên gọi của bánh cũng phụ thuộc phần lớn vào những biến tấu ấy. Tuy nhiên, những phiên bản phổ biến nhất vẫn thường chứa chả lụa, thịt, cá hoặc thực phẩm chay, kèm theo một số nguyên liệu phụ khác như pa tê, bơ, rau, ớt, trứng và đồ chua. Bên cạnh đó, bánh còn có thể dùng chung với nhiều món ăn đa dạng, chẳng hạn như cá mòi, xíu mại hoặc thịt bò kho. Bánh mì được xem như một loại thức ăn nhanh bình dân phổ biến và thường được tiêu thụ vào bữa sáng hoặc bất kỳ bữa phụ nào trong ngày. Do có giá thành phù hợp nên bánh đã trở thành món ăn rất được nhiều người ưa chuộng.
Về lịch sử, bánh mì có nguồn gốc từ bánh baguette do người Pháp đưa vào miền Nam Việt Nam từ thế kỷ 19. Trong những thập kỷ tiếp theo, bánh mì dần lan rộng ra khắp Việt Nam, tuy nhiên phổ biến nhất vẫn là ở Sài Gòn. Người Sài Gòn sau đó đã cải biên chiếc bánh baguette thành ổ bánh mì nhỏ và ngắn hơn, chỉ còn khoảng 30–40 cm, còn ruột bánh thì rỗng hơn để chứa được nhiều nhân, tương tự như món bánh mì kẹp ở phương Tây. Sau năm 1975, theo chân những cuộc di cư vượt biển của người Việt, bánh mì Việt Nam đã trở nên phổ biến ở nhiều quốc gia trên thế giới. Món ăn này gần như có mặt ở mọi đất nước có người Việt hải ngoại sinh sống vì nguyên liệu dễ tìm cũng như cách chế biến đơn giản, phù hợp với nền văn hóa địa phương.
Trong cách gọi thông thường, người Mỹ Anh hóa từ "bánh mì" thành banh mi thay vì gọi là Vietnamese sandwich như những món ăn tương tự. Nhiều nhà phê bình lẫn giới mộ điệu, chẳng hạn như tờ The Guardian, đã đưa món bánh vào danh sách những loại bánh mì kẹp xuất sắc nhất toàn cầu. Bên cạnh đó, bánh mì Việt Nam còn là chủ đề chính của một số lễ hội, hội thảo cũng như trong các tác phẩm nghệ thuật. Ngoài ra, đây cũng là một trong những món ăn làm dấy lên tranh cãi về vấn đề an toàn thực phẩm ở Việt Nam cũng như một vài khu vực khác trên thế giới.

### Phần bánh

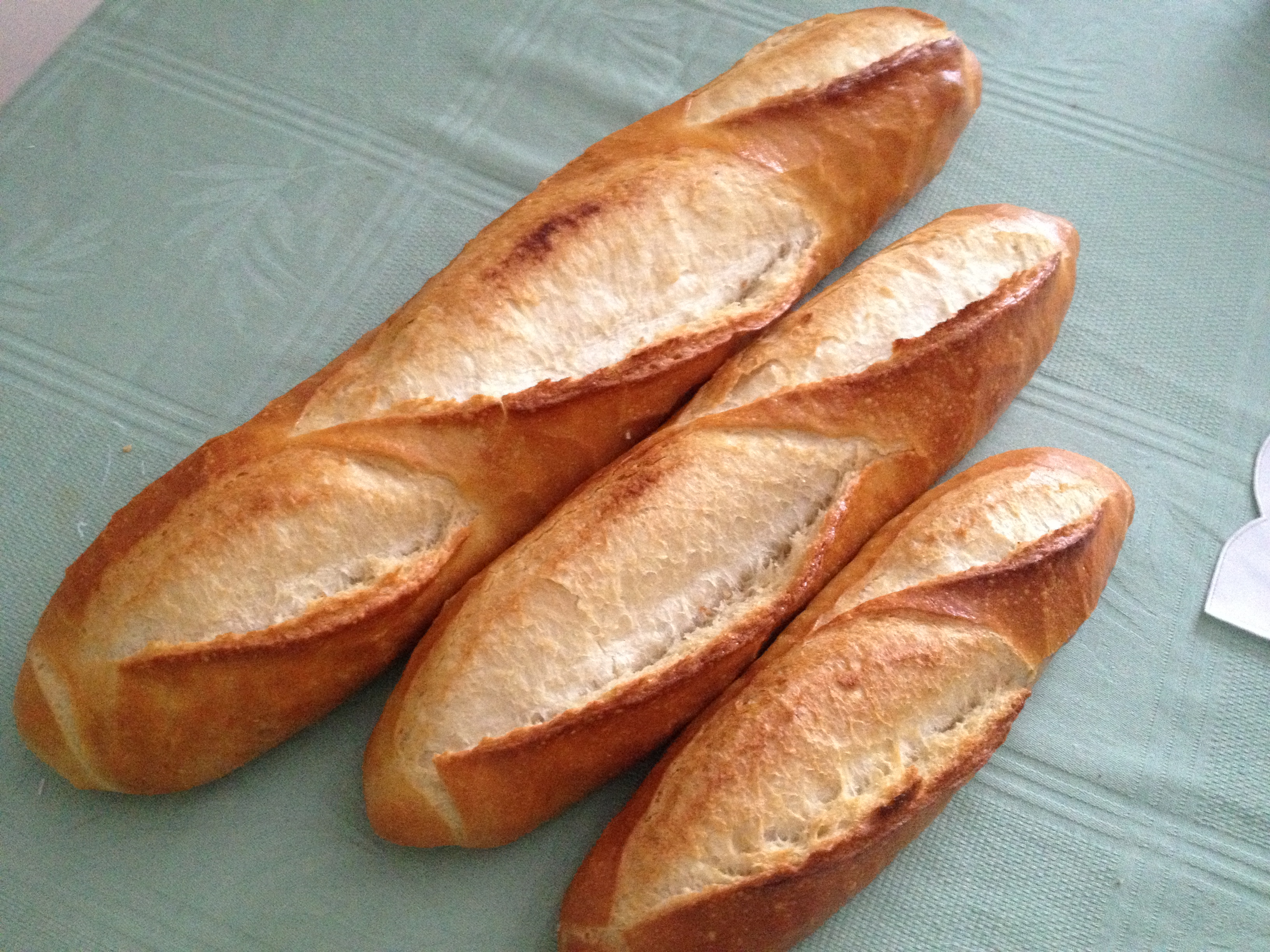
Ba cỡ bánh mì trắng tại Thành phố Hồ Chí Minh

### Phần nhân và cách chế biến

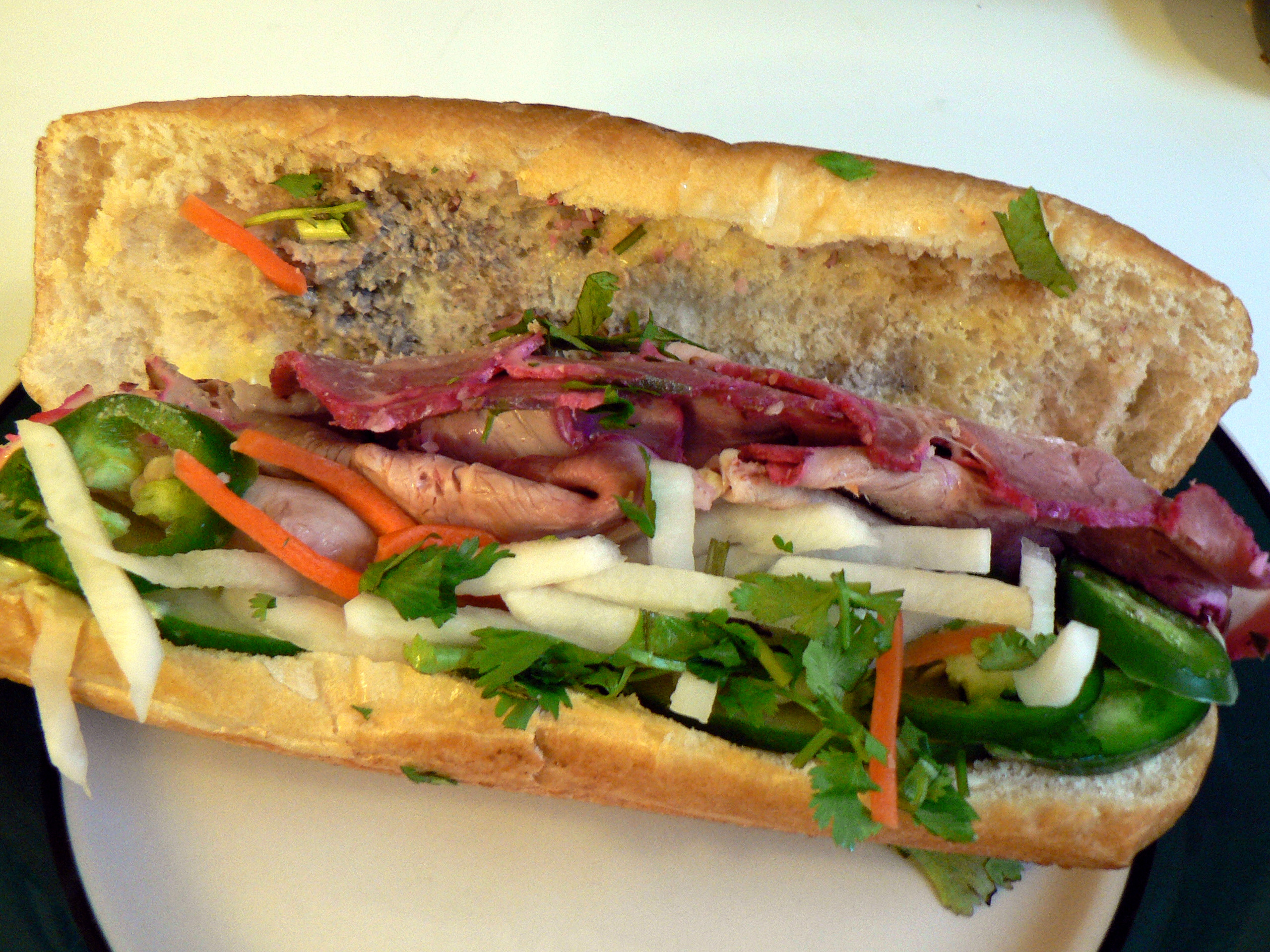
Phần nhân trong một chiếc bánh mì Việt Nam, gồm có rau mùi, su hào, cà rốt, dưa chuột, thịt lợn, pa tê và xốt

## Các tiệm bánh mì tiêu biểu

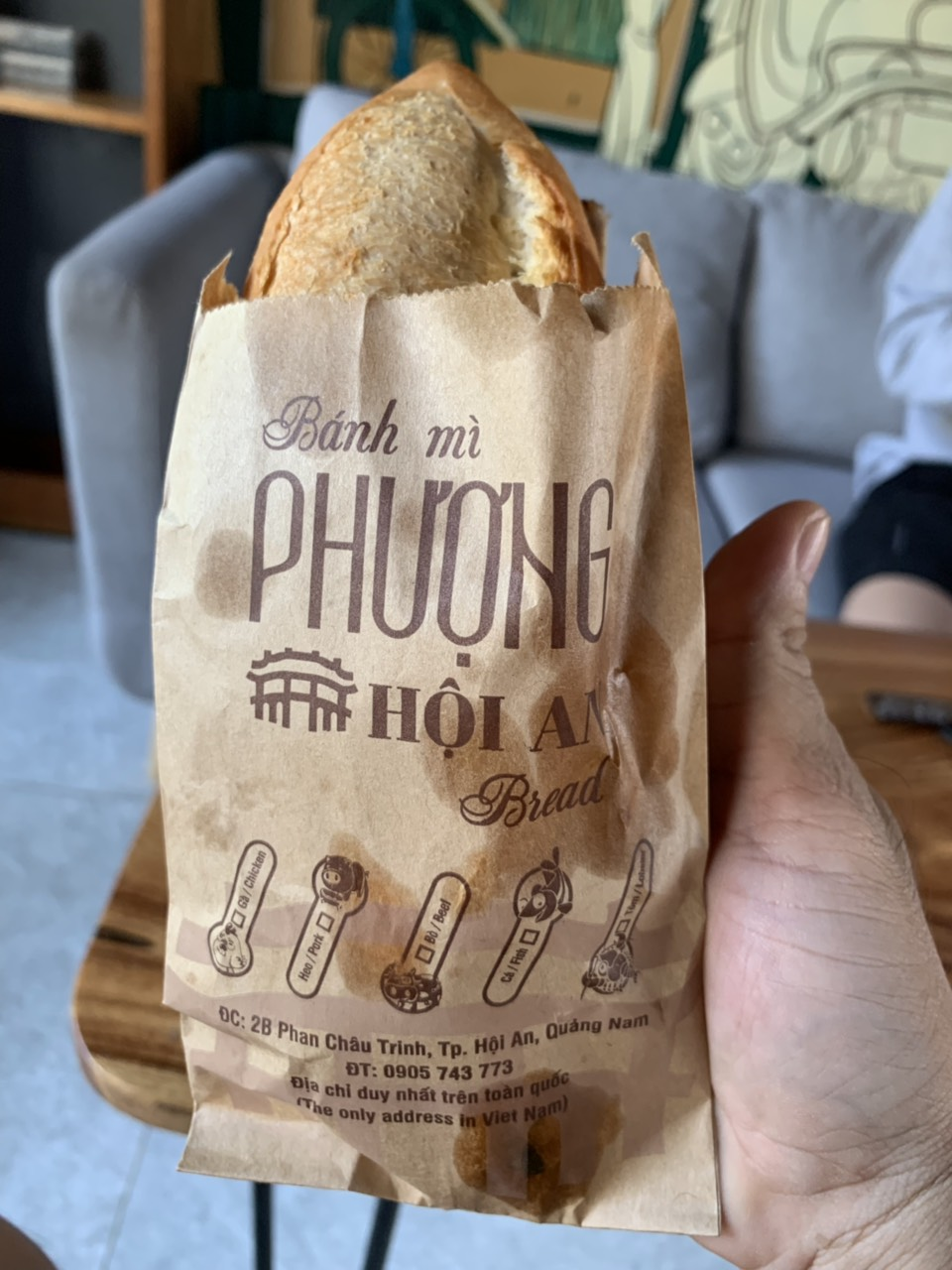
Bánh mì Phượng

## Lịch sử